# Liste der Biografien/Mog
Liste der Biografien |
Portal Biografien |
Personensuche
# |
A |
B |
C |
D |
E |
F |
G |
H |
I |
J |
K |
L |
M |
N |
O |
P |
Q |
R |
S |
T |
U |
V |
W |
X |
Y |
Z |
?
 
Ma |
Mb |
Mc |
Md |
Me |
Mf |
Mg |
Mh |
Mi |
Mj |
Mk |
Ml |
Mm |
Mn |
Mo |
Mp |
Mq |
Mr |
Ms |
Mt |
Mu |
Mv |
Mw |
Mx |
My |
Mz
 
Moa |
Mob |
Moc |
Mod |
Moe |
Mof |
Mog |
Moh |
Moi |
Moj |
Mok |
Mol |
Mom |
Mon |
Moo |
Mop |
Moq |
Mor |
Mos |
Mot |
Mou |
Mov |
Mow |
Mox |
Moy |
Moz
Die Liste der Biografien führt alle Personen auf, die in der deutschsprachigen Wikipedia einen Artikel haben. Dieses ist eine Teilliste mit 148 Einträgen von Personen, deren Namen mit den Buchstaben „Mog“ beginnt.

## Mog
- Mog, Aribert (1904–1941), deutscher SchauspielerAribert Mog (1904–1941)

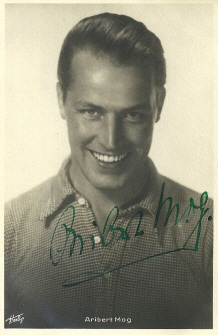
Aribert Mog (1904–1941)

### Moga
- Moga, Aurel (1903–1977), rumänischer Politiker (PCdR, PMR, PCR), Mediziner, Kardiologe und Hochschullehrer
- Moga, Ioan (* 1979), rumänischer orthodoxer Theologe
- Moga, Marius (* 1981), rumänischer Musikproduzent, Songwriter und Sänger
- Moga, Paul (* 1972), US-amerikanischer Offizier, Generalmajor der US Air Force
- Mogador, Céleste (1824–1909), französische Tänzerin und Schriftstellerin
- Mogae, Festus (* 1939), botswanischer Politiker, Präsident von Botswana (1998–2008)
- Mogaka, Evans (* 1949), kenianischer Hindernis- und Langstreckenläufer
- Mogalle, Hans-Joachim (* 1959), deutscher Leichtathlet
- Mogami, Tokunai (1754–1836), japanischer Entdecker und Kartograf
- Mogast, Jean, französischer Goldschmied und Bildhauer
- Mogavero, Domenico (* 1947), italienischer Geistlicher, römisch-katholischer Bischof von Mazara del Vallo
- Mogawane, Kefilwe (* 1997), südafrikanischer Hürdenläufer
- Mogawane, Ofentse (* 1982), südafrikanischer Leichtathlet

### Moge
- Mögel, Hans (1900–1944), deutscher Ingenieur
- Mogel, Wendy (* 1951), US-amerikanische klinische Psychologin
- Mogel, Žak (* 2001), slowenischer Skispringer
- Mögelin, Else (1887–1982), deutsche Malerin und Textilkünstlerin
- Mogen, Anna Euphrosine (1686–1748), deutsche Barock-Schriftstellerin und Historikerin
- Mögenburg, Dietmar (* 1961), deutscher LeichtathletDietmar Mögenburg (* 1961)

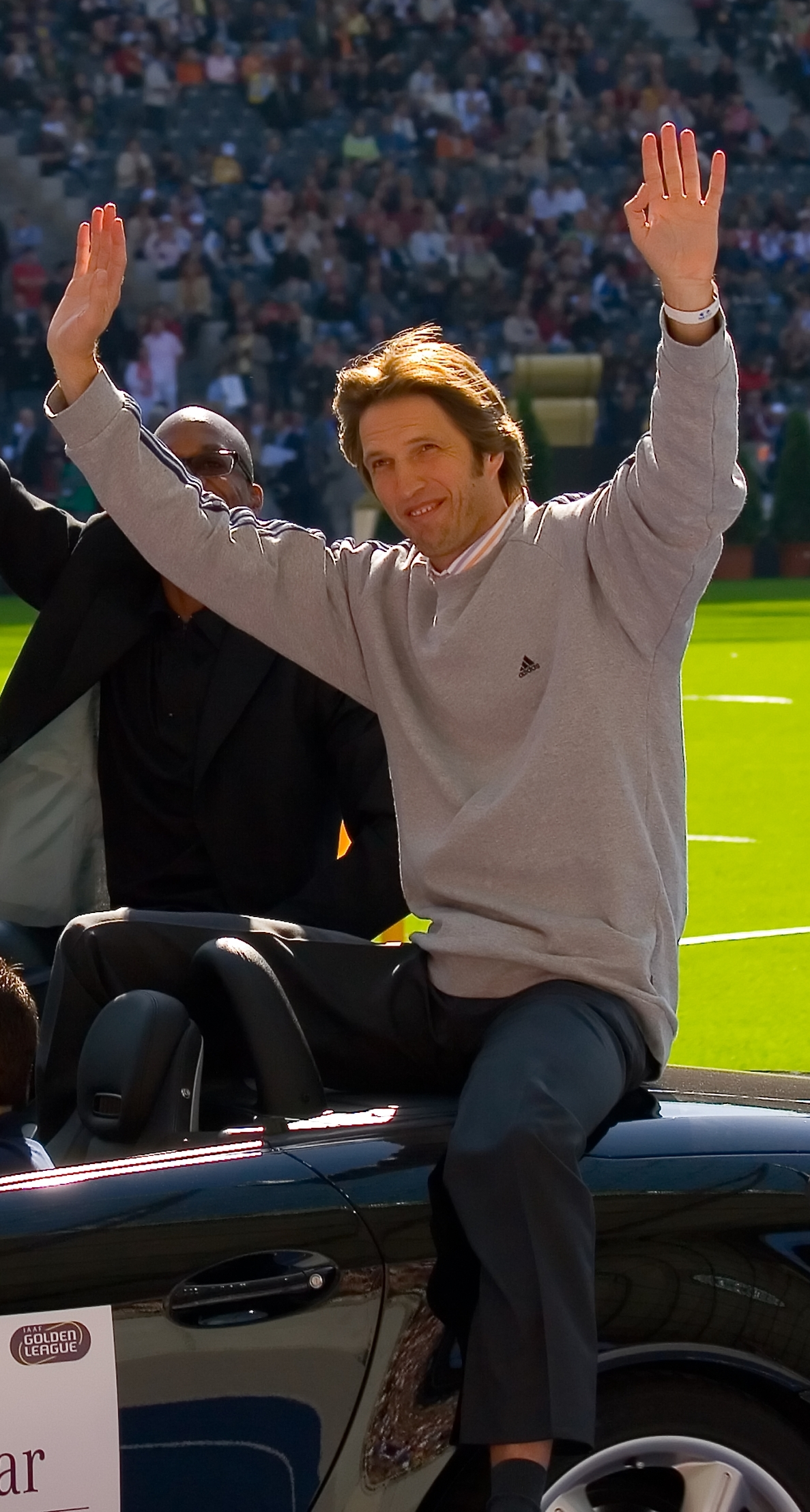
Dietmar Mögenburg (* 1961)

- Mögenburg, Katarina (* 1991), deutsch-norwegische Leichtathletin
- Mogendorf, Ingo (* 1940), deutschstämmiger, britischer Schauspieler
- Mogendorff, Jacques Johan (1898–1961), niederländischer Kaufmann und Spieleautor
- Mogendorff, Ro (1907–1969), niederländische Malerin und Zeichnerin
- Mogenienė, Laima (* 1959), litauische Politikerin
- Mogens, Toni (* 1996), deutscher Singer-Songwriter
- Mogensen, Allan (* 1967), dänischer Orientierungsläufer
- Mogensen, Anders (* 1969), dänischer Jazzmusiker (Schlagzeug)
- Mogensen, Andreas (* 1976), dänischer Raumfahrer
- Mogensen, Annette (* 1959), dänische Fußballspielerin und Handballspielerin
- Mogensen, Åsa (* 1972), schwedische Handballspielerin und -trainerin
- Mogensen, Børge (1914–1972), dänischer Möbeldesigner
- Mogensen, Carsten (* 1983), dänischer Badmintonspieler
- Mogensen, Emma (* 1994), dänische Handballspielerin
- Mogensen, Grete (* 1963), dänische Badmintonspielerin
- Mogensen, Joelle (1953–1982), französische Sängerin
- Mogensen, Joy (* 1980), dänische Politikerin
- Mogensen, Mikala (* 2001), dänische Volleyballspielerin
- Mogensen, Rasmus (* 1974), dänischer Fotograf
- Mogensen, Thomas (* 1983), dänischer Handballspieler und -trainerThomas Mogensen (* 1983)

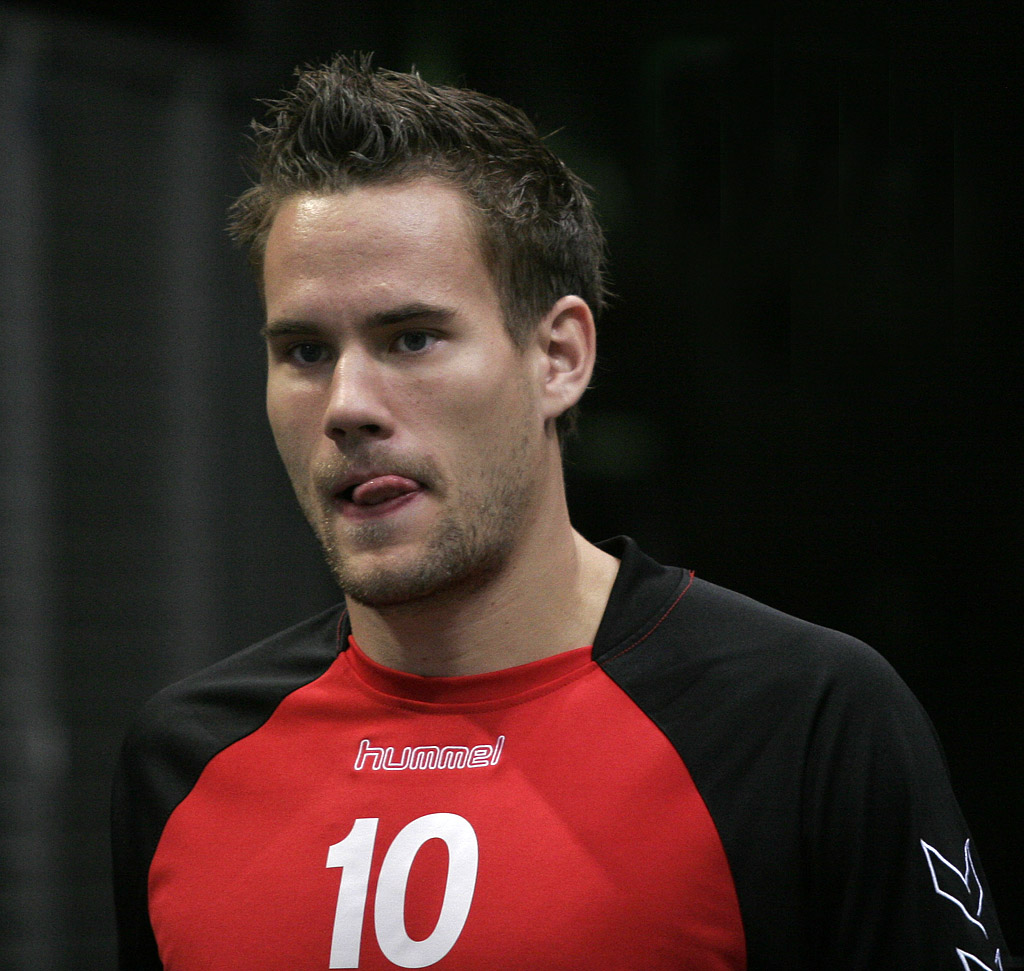
Thomas Mogensen (* 1983)

- Mogensen, Tino (* 1972), dänischer Handballspieler
- Möger Pedersen, Thor (* 1985), dänischer Politiker
- Moger, Harry (1878–1927), englischer Fußballspieler
- Moger, Philip (* 1955), britischer römisch-katholischer Geistlicher und Weihbischof in Southwark
- Moger, Sandy (* 1969), kanadischer Eishockeyspieler
- Moges, Betelhem (* 1991), äthiopische Langstreckenläuferin
- Mogetissa, keltischstämmiger römischer Reiter

### Mogg
- Mogg, Eduard, deutscher königlich bayerischer Oberpostmeister von Mittelfranken
- Mogg, Herbert (1927–2012), österreichischer Dirigent und Komponist von Operetten
- Mogg, John (1913–2001), britischer General
- Mogg, John, Baron Mogg (* 1943), britischer Politiker und Manager
- Mogg, Phil (* 1948), britischer MusikerPhil Mogg (* 1948)

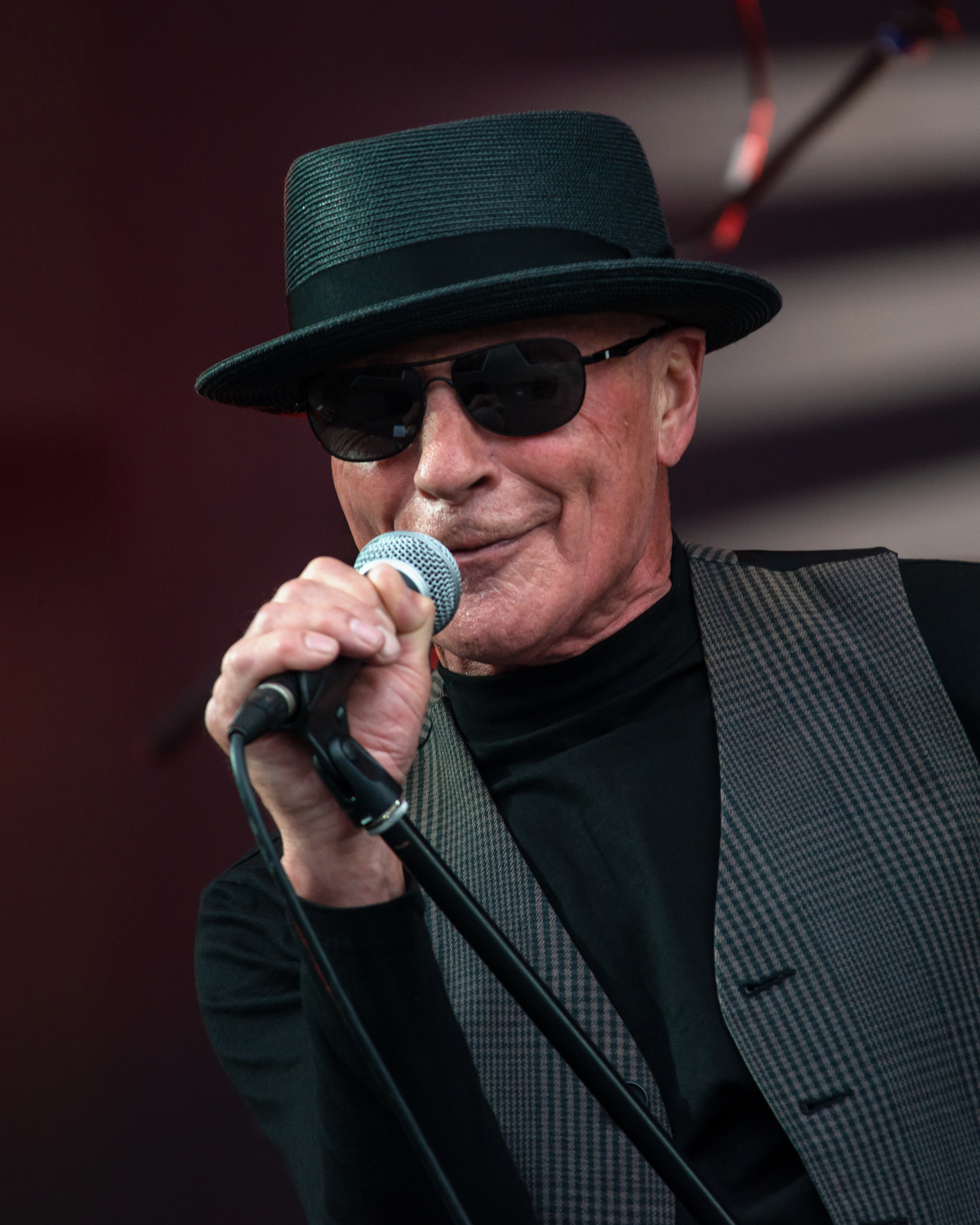
Phil Mogg (* 1948)

- Mogg, Ursula (* 1953), deutsche Politikerin (SPD), MdB
- Mogg, Walter (1937–2021), deutscher Hochschullehrer und Politiker (SPD), MdL
- Moggach, Deborah (* 1948), britische Schriftstellerin und Drehbuchautorin
- Moggalana, Hauptschüler Buddhas
- Mogge, Mathias (* 1964), deutscher Agraringenieur, Umweltwissenschaftler und Generalsekretär der Welthungerhilfe
- Mogger, Therese (1875–1956), deutsche Architektin
- Moggi, Claudio (* 1982), Schweizer Eishockeyspieler
- Moggi, Franz (* 1963), Schweizer Psychologe, Psychotherapeut und Hochschullehrer
- Moggi, Luciano (* 1937), italienischer Fußball-Manager und Spielervermittler
- Moggi, Sandro (* 1982), Schweizer Eishockeyspieler
- Moggridge, Bill (1943–2012), britischer Industriedesigner
- Moggridge, Jackie (1922–2004), britische Pilotin

### Mogh
- Moghabghab, Kyrillos IX. (1855–1947), libanesischer Geistlicher, Patriarch von Antiochia
- Moghadam, Maryam (* 1970), schwedisch-iranische Schauspielerin, Drehbuchautorin und Filmregisseurin
- Moghadam, Nasser (1921–1979), iranischer Politiker, Geheimdienstminister des Iran
- Moghadam, Valentine (* 1952), iranisch-amerikanische Soziologin und Feministin
- Moghaddam, Behnam (* 1981), deutscher Popsänger
- Moghaddam, Hasan (1959–2011), iranischer Generalleutnant und Vater des iranischen Raketenprogramms
- Moghaddam, Mohammad Reza (* 1951), schiitischer Geistlicher, Leiter des Vereins Islamisches Zentrum Hamburg
- Moghaddam, Negar (* 1999), iranische Schauspielerin
- Moghaddam, Nina (* 1980), deutsche Fernsehmoderatorin und WebvideoproduzentinNina Moghaddam (* 1980)

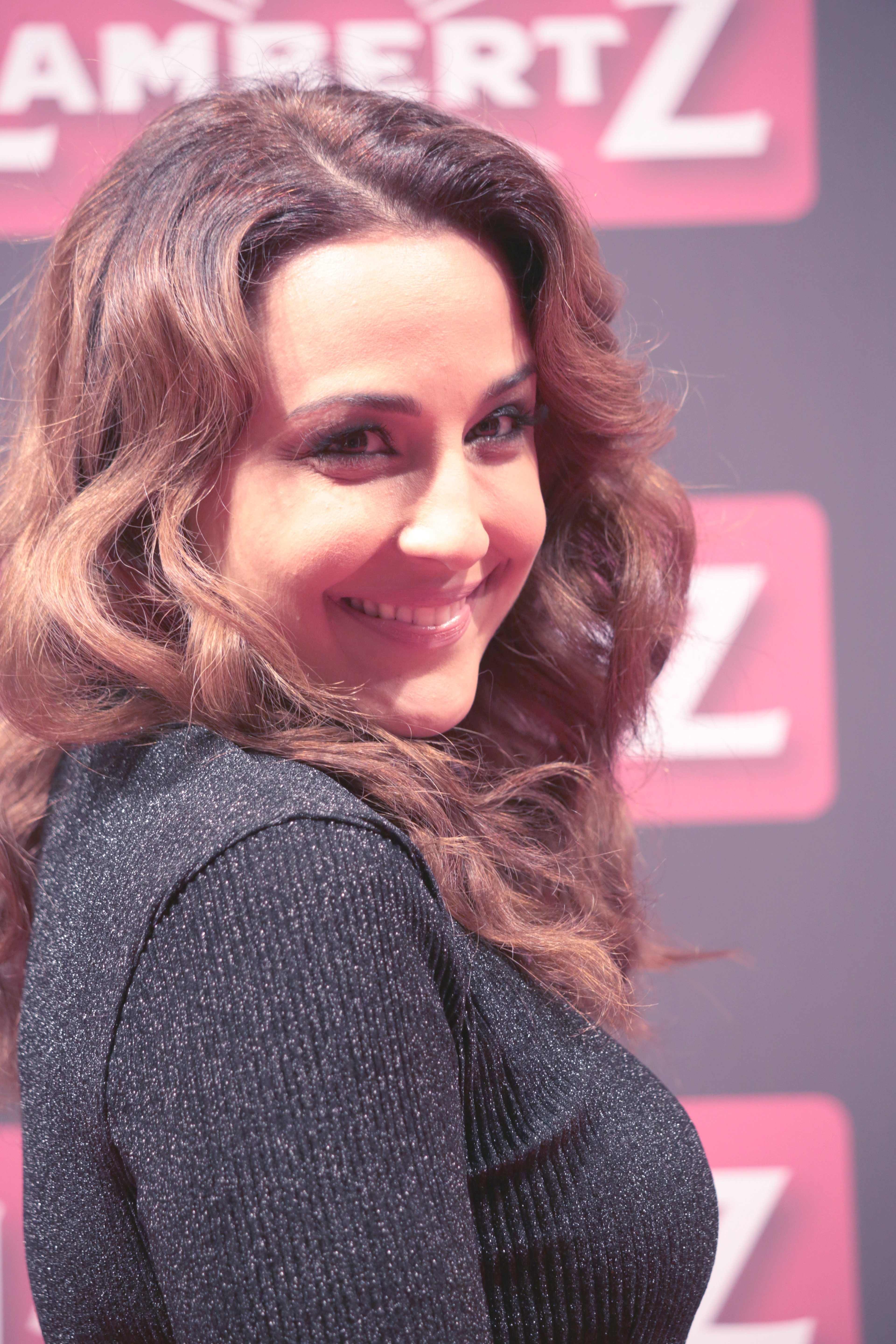
Nina Moghaddam (* 1980)

- Moghaddam, Reza (* 1988), iranischer Hammerwerfer
- Moghaddam, Yegane, iranische Filmregisseurin und Zeichnerin
- Moghani, Hanieh, iranische Juristin und Menschenrechtsexpertin
- Mogharebi, Ahmad (1921–1977), iranischer General und Spion des KGB
- Moghbeli, Jasmin (* 1983), iranisch-US-amerikanische Testpilotin des United States Marine Corps und Raumfahrerin der NASA
- Mogherini, Federica (* 1973), italienische Politikerin (PD)
- Mogherini, Flavio (1922–1994), italienischer Szenen- und Kostümbildner und Filmregisseur
- Moghioroș, Alexandru (1911–1969), rumänischer Politiker (PCR)

### Mogi
- Mogi, Hiroto (* 1984), japanischer Fußballspieler
- Mogi, Keizaburō (1899–1993), japanischer Unternehmer
- Mogi, Ken (* 1962), japanischer Neurowissenschaftler und Autor
- Mogi, Shū (* 1999), japanischer Fußballspieler
- Mogiła-Lisowski, Zygmunt (1928–2016), polnischer Politiker, Mitglied des Sejm
- Mogilewez, Pawel Sergejewitsch (* 1993), russischer Fußballspieler
- Mogilewitsch, Semjon Judkowitsch (* 1946), osteuropäischer UnternehmerSemjon Judkowitsch Mogilewitsch (* 1946)

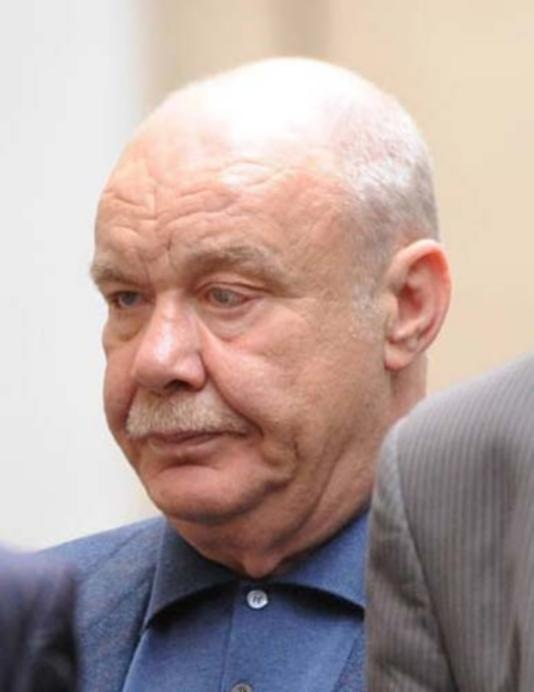
Semjon Judkowitsch Mogilewitsch (* 1946)

- Mogilewskaja, Serafima (1915–2016), russische Pianistin und Musikpädagogin
- Mogilewski, Alexander Jewgenjewitsch (* 1977), russischer klassischer Pianist
- Mogilewski, Alexander Pawlowitsch (1885–1980), russischer Maler
- Mogillonius Priscianus, Gaius, römischer Offizier (Kaiserzeit)
- Mogiļnijs, Ivo (* 1968), lettischer Generalmajor
- Mogilnikow, Sergei (* 1958), kasachischer Eishockeystürmer und -trainer
- Mogilnizkaja, Jana Olegowna (* 1996), russische Tennisspielerin
- Mogilny, Alexander Gennadjewitsch (* 1969), russischer Eishockeyspieler
- Möginger, Simon, bayerischer Jurist und Politiker
- Mogis, A. J., US-amerikanischer Musiker
- Mogis, Mike, US-amerikanischer Musiker, Produzent

### Mogk
- Mogk, Eugen (1854–1939), deutscher Nordist und Professor an der Universität Leipzig
- Mogk, Helmut (1896–1973), deutscher Bibliothekar
- Mogk, Wilhelm (1804–1868), Richter und Abgeordneter
- Mogk, Wilhelm (1833–1894), deutscher Amtsrichter und Parlamentarier

### Mogl
- Mögle, Fritz (1916–1986), österreichischer Architekt und Filmarchitekt
- Mögle-Stadel, Stephan (* 1965), deutscher Publizist und Autor
- Moglen, Eben (* 1959), US-amerikanischer Jurist, Professor an der Columbia Law School
- Mogler, August (1845–1910), deutscher Bauunternehmer und Architekt
- Mogler, Karl (1896–1990), deutscher Architekt
- Mogler, Marianne (1933–2000), deutsche Skatspielerin
- Mogli (* 1994), deutsche Sängerin und SongwriterinMogli (* 1994)

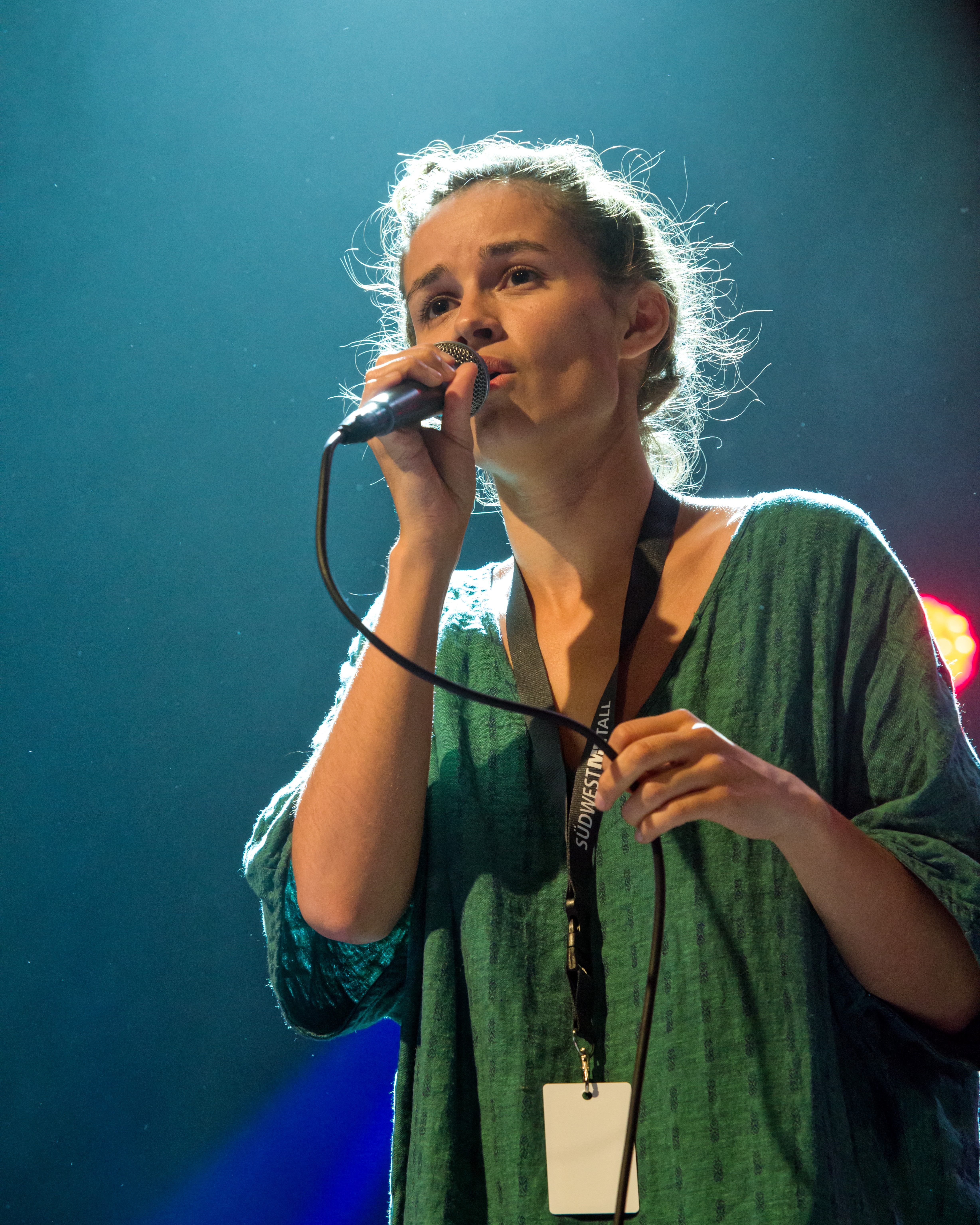
Mogli (* 1994)

- Möglich, Friedrich (1902–1957), deutscher Physiker, MdV
- Möglich, Manuel (* 1979), deutscher Journalist
- Mögling, Christian Ludwig (1715–1762), deutscher Mediziner und Hochschullehrer
- Mögling, Daniel (1546–1603), deutscher Mediziner sowie Hochschullehrer
- Mögling, Hermann (1811–1881), deutscher Missionar in Indien
- Mögling, Jacob David (1680–1729), deutscher Jurist
- Mögling, Johann Burckhardt (1657–1725), deutscher Arzt, herzoglich-württembergischer Leibarzt und Mitglied der Gelehrtenakademie „Leopoldina“
- Mögling, Johann David († 1695), deutscher Jurist sowie Hochschullehrer
- Mögling, Johann Friedrich (1690–1766), deutscher Jurist
- Mögling, Johann Ludwig (1585–1625), deutscher Mediziner sowie Hochschullehrer
- Mögling, Karl (1868–1920), württembergischer Oberamtmann
- Mögling, Theodor (1814–1867), deutscher Revolutionär
- Mögling, Wilhelm Ludwig Friedrich (1788–1854), württembergischer Gymnasiallehrer und evangelischer Pfarrer

### Mogn
- Mogne, Igor (* 1996), mosambikanischer Schwimmer

### Mogo
- Mogoeng, Mogoeng (* 1961), südafrikanischer Jurist, Vorsitzender Richter am Obersten Gerichtshof der Südafrikanischen Republik
- Mogol (* 1936), italienischer LiedtexterMogol (* 1936)

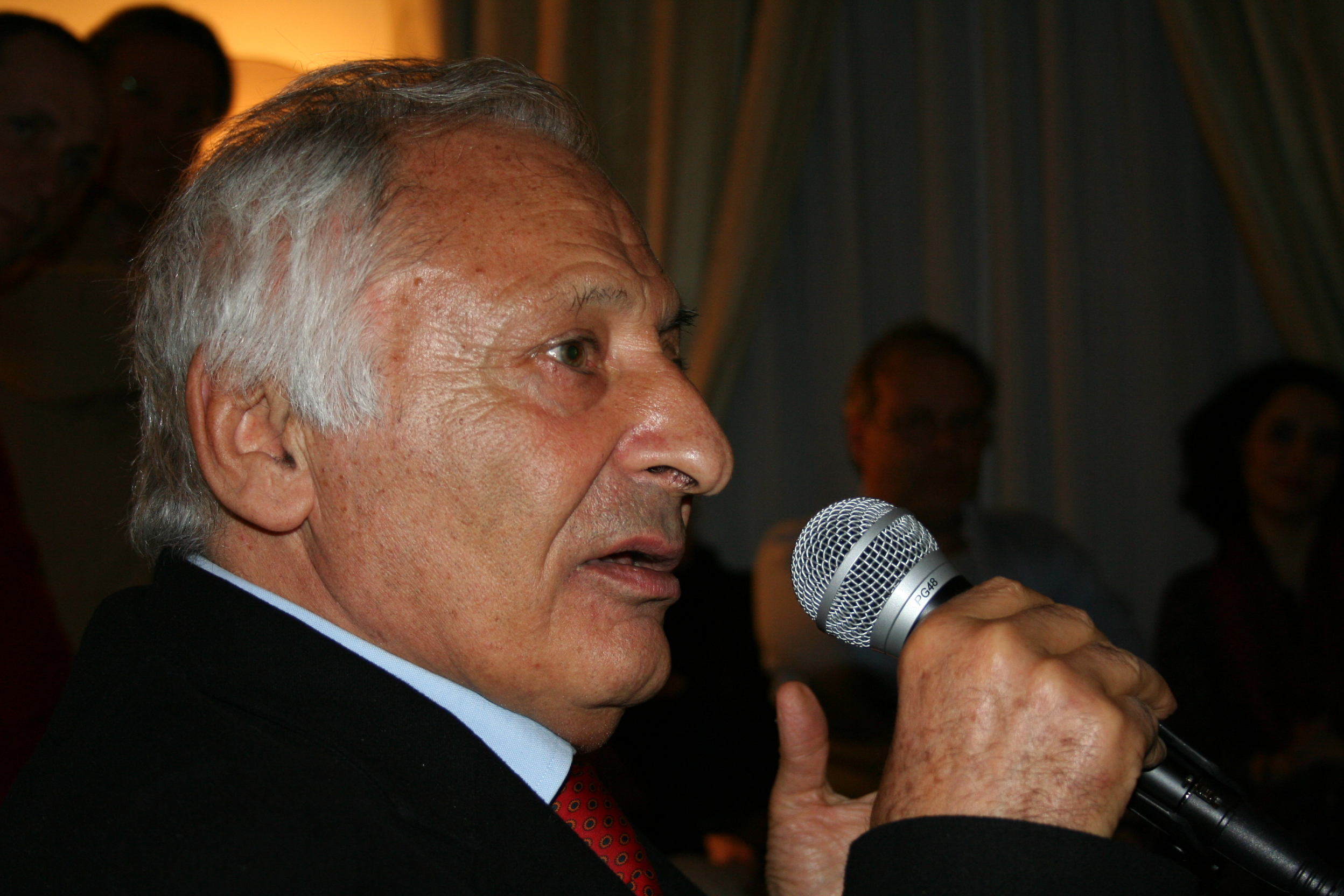
Mogol (* 1936)

- Mogopa, Gavin (* 1996), botswanischer Judoka
- Mogore-Tlałka, Dorota (* 1963), polnische Skirennläuferin
- Mogore-Tlałka, Małgorzata (* 1963), polnisch-französische Skirennläuferin
- Mogorosi, Joel (* 1984), botswanischer Fußballspieler
- Mogorosi, Tumi (* 1987), südafrikanischer Jazzmusiker (Schlagzeug, Komposition)
- Mogoș, Vasile (* 1992), rumänischer Fußballspieler

### Mogr
- Mograbi, Avi (* 1956), israelischer Dokumentarfilmer
- Mogranzini, Roberto (* 1983), italienischer Schachspieler
- Mogren, Mikael (* 1969), lutherischer schwedischer Bischof
- Mogren, Torgny (* 1963), schwedischer Skilangläufer

### Mogs
- Møgster, Halvor (1875–1950), norwegischer Segler

### Mogu
- Moguai (* 1973), deutscher DJ, Techno-Produzent, -Musiker, Radio-DJMoguai (* 1973)

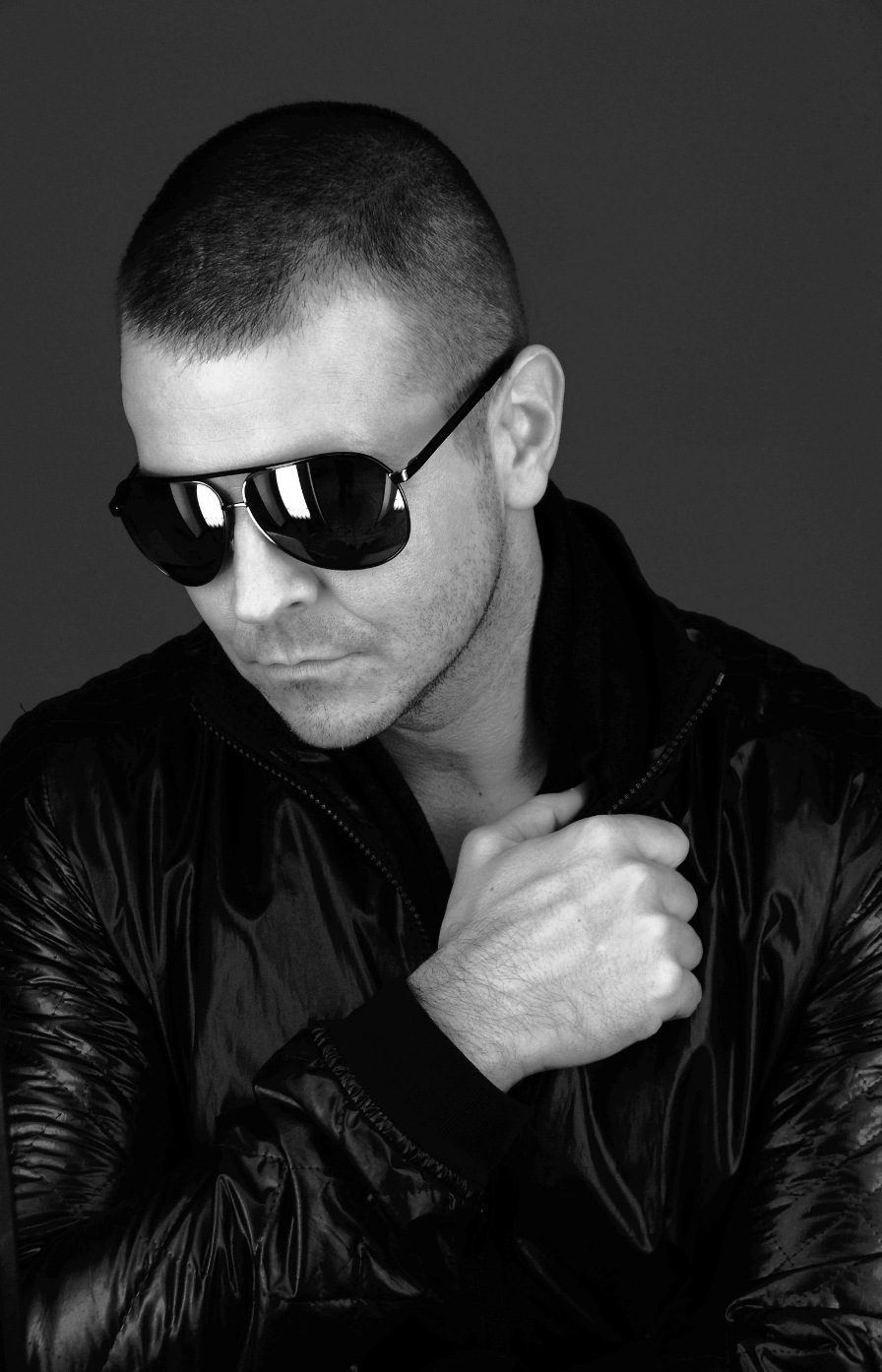
Moguai (* 1973)

- Moguel, Rosario Barroso (1921–2006), mexikanische Medizinerin und Hochschullehrerin
- Moguenara, Sosthene (* 1989), deutsche Leichtathletin
- Moğul, Tuğsal (* 1969), deutsch-türkischer Regisseur, Theaterautor und Arzt
- Mogulescu, Miles (* 1947), US-amerikanischer Filmproduzent und Anwalt
- Moğultay, Baran (* 2004), türkisch-deutscher Fußballspieler
- Moguš, Milan (1927–2017), jugoslawischer bzw. kroatischer Sprachwissenschaftler, Linguist und Akademiker
- Moguschkow, Mussa Chosch-Achmatowitsch (* 1988), russischer Judoka
- Mogusu, Mekubo (* 1986), kenianischer Langstreckenläufer
- Mogutin, Slava (* 1974), russischer Journalist, Autor und Fotograf
- Moguy, Léonide (1898–1976), russisch-französischer Schnittmeister und Filmregisseur